# 渡辺幸弘
渡辺 幸弘（わたなべ ゆきひろ　1947年（昭和22年）4月5日 – 2011年（平成23年）10月9日）は、日本の実業家。

## 略歴
- 1947年 - 東京都世田谷区にて出生。
- 1970年 - 明治大学政治経済学部卒業、西武鉄道入社。
- 1988年 - 高輪プリンスホテル（現・グランドプリンスホテル高輪）・新高輪プリンスホテル（現・グランドプリンスホテル新高輪）企画部長。
- 2000年 - 取締役品川プリンスホテル支配人。
- 2005年 - 常務取締役営業本部長。
- 2006年 - 代表取締役社長[1][2]。西武ホールディングス専務取締役上席執行役員。
- 2010年 - プリンスホテル取締役会長。
- 2011年 - 死去[3][4]。

## 文献
- インタビュー (株)プリンスホテル 渡辺幸弘社長に聞く 日本を代表するホテルグループとしての義務、責任、可能性 (革新的な戦略でグループを牽引する型破りホテル 品川プリンスホテルが新たな伝説の創造に挑戦) CiNii